# Tenille Dashwood
Tenille Averil Dashwood (ur. 1 marca 1989 w Melbourne) – australijska wrestlerka. W latach 2012–2017 i 2022–2023 rywalizowała w World Wrestling Entertainment (WWE) pod pseudonimem ringowym Emma. Była pierwszą Australijką, która podpisała kontrakt z tą federacją. Od 2019 do 2022 pracowała w Impact Wrestling pod panieńskim nazwiskiem. Wspólnie z Madison Rayne zdobyły tytuły Impact Knockouts Tag Team Championship w drużynie zwanej The Influance. W latach 2018–2019 walczyła w Ring of Honor (ROH). 
Treningi wrestlerskie rozpoczęła w Australii w 2003. W 2008 i 2011 Dashwood przebywała w Kanadzie, aby szkolić się w Storm Wrestling Academy. Przed związaniem się z WWE rywalizowała na scenie niezależnej w Australii, Stanach Zjednoczonych i Kanadzie, w takich federacjach jak Elite Canadian Championship Wrestling i Shimmer Women Athletes pod imieniem Tenille Tayla.

## Mistrzostwa i osiągnięcia
- Extreme Canadian Championship Wrestling
  - ECCW Supergirls Championship (2x)[5]
- Impact Wrestling
  - Impact Knockouts Tag Team Championship (1x) – z Madison Rayne
- Pro Wrestling Alliance Queensland
  - Queen of the Warriors (2009)[6]
- Pro Wrestling Illustrated
  - PWI umieściło ją na 31. miejscu rankingu wrestlerek PWI Top 50 w 2015[7]
- Swiss Wrestling Entertainment
  - SWE Ladies Championship (1x)[5]